# Galeria Wojny Ojczyźnianej 1812 Roku
Galeria 1812 Roku, Galeria Wojny Ojczyźnianej 1812 Roku (ros. Галерея Отечественной войны 1812 года) – sala w reprezentacyjnej części  Pałacu Zimowego w Petersburgu, upamiętniająca dowódców armii rosyjskiej w wojnie z Napoleonem w 1812 roku. W galerii znajdują się portrety generałów, uczestników wojny, wykonane w latach 1819-1829 przez brytyjskiego malarza George'a Dawe oraz jego pomocników, Wilhelma Golicke i Aleksandra Poliakowa. Oprócz 329 mniejszych portretów, w galerii umieszczono pełnopostaciowe obrazy Aleksandra I, Fryderyka Wilhelma III (oba pędzla Franza Krügera), Franciszka II (pędzla Johanna Petera Kraffta), Michaiła Barclaya de Tolly, Michaiła Kutuzowa, w. ks. Konstantego Pawłowicza oraz ks. Wellingtona. Jednym ze sportretowanych generałów był późniejszy król Belgów Leopold I. Pomysłodawcą galerii był car Aleksander I, jednak jej otwarcia dokonał już jego natępca Mikołaj I w 1826 roku. Wnętrze zaprojektował architekt Carlo Rossi, zaś po pożarze pałacu w 1837 roku została ona odnowiona według projektu Wasilija Stasowa.

## Rozmieszczenie obrazów

### Lewa strona (od głównego wejścia)

#### Panel1
| << Wejście | Rząd V   | Karl von Staal        | Fiodor Nazimow       | Iwan Andriejewicz Agramakow     | Axel Friedrich Lindfors  | Andrej Jefimow          | Anton Skałon      | Nikołaj Miakinin           | Piotr Zagriażskij         | Wasilij Rykow               | Aleksiej Guriew    | Nikołaj Sieliawin | Dmitrij Ignatiew   | Modest Okułow     | Alexander von Rüdinger        | Karl Gustav Clodt von Jürgensburg | Fiodor Zwarykin         | François-Michel de Poncet | Rząd V   | >> Panel 2 |
| << Wejście | Rząd IV  | Jewgraf Dawydow       | Iwan Nabokow         | Burchard von Richter            | Karl Oldekop             | Aleksiej Potapow        | Aleksandr Juszkow | Piotr Koliubakin           | Iwan Jerszow              | Nikanor Swieczyn            | Wasilij Rachmanow  | Iwan Kozlianinow  | Aleksandr Tesliew  | Nikołaj Dawydow   | Ernst von Hessen-Philippstahl | Carlo Pozzo di Borgo              | Gawrił Łukowkin         | Roman Bagration           | Rząd IV  | >> Panel 2 |
| << Wejście | Rząd III | Paisij Kajsarow       | Geronimo Savoini     | Friedrich von der Osten-Driesen | Georg von Rosen          | Georg Pilar von Pilchau | Iwan Udom         | Karl von Bistram           | Moisjej Karpienko         | Matwiej Chrapowickij        | Nikołaj Wuicz      | Dmitrij Liapunow  | Aleksandr Kniażnin | Andrej Glebow     | Maksim Stawickij              | Friedrich von Rosen               | Fiodor Gogel            | Władimir Miezencew        | Rząd III | >> Panel 2 |
| << Wejście | Rząd II  | Johann von Manteuffel | Karl Löwenstern      | Aleksandr Kutajsow              | Karl-Gustav von Baggovut | Aleksej Melissino       | Friedrich Oertel  | Paweł Tuczkow              | Alexander von Rosen       | Paul van Suchtelen          | Boris Poluektow    | Iwan Iłowajskij   | Lew Naryszkin      | Michaił Wistickij | Stepan Repninskij             | Płaton Kabłukow                   | Siemion Gangebłow       | Georg von Sievers         | Rząd II  | >> Panel 2 |
| << Wejście | Rząd I   | Wasilij Trubeckoj     | Iłłarion Wasilczikow | Paweł Czogłokow                 | Arsienij Zakriewski      | Paweł Stroganow         | Eufemiusz Czaplic | Paweł Goleniszczew-Kutuzow | Guillaume de Saint-Priest | Aleksander von Benckendorff | Charles de Lambert | Iwan Sazonow      | Gregor von Berg    | Lew Jaszwil       | Peter von der Pahlen          | Iwan Durnowo                      | Iwan Dybicz Zabałkański | Iwan Szachowski           | Rząd I   | >> Panel 2 |

#### Panel 2
| << Panel 1 | Rząd IV  | Iwan Badbolskij    | Arthur Wellesley ks. Wellington | Wasilij Denisow    | Wejście | Otto von Knorring     | w. ks. Konstanty Pawłowicz | Magnus von der Pahlen | Rząd IV  | >> Panel 3 |
| << Panel 1 | Rząd III | Cyprian von Kreutz | Arthur Wellesley ks. Wellington | Stepan Chiłkow     | Wejście | Michaił Rylejew       | w. ks. Konstanty Pawłowicz | Gustav Udam           | Rząd III | >> Panel 3 |
| << Panel 1 | Rząd II  | Nikołaj Titow      | Arthur Wellesley ks. Wellington | Jakow Potiomkin    | Wejście | Dmitrij Kuruta        | w. ks. Konstanty Pawłowicz | Paweł Merlin          | Rząd II  | >> Panel 3 |
| << Panel 1 | Rząd I   | Paweł Szuwałow     | Arthur Wellesley ks. Wellington | Aleksandr Tormasow | Wejście | Wasilij Orłow-Denisow | w. ks. Konstanty Pawłowicz | Fiodor Łukow          | Rząd I   | >> Panel 3 |

#### Panel 3
| << Panel 2 | Rząd V   | Boris Kniażnin      | Heinrich von Saß     | Stanisław Potocki     | Michaił Balk         | Akim Karpow        | Timofiej Zbijewskij                 | Iwan Troszczynskij | Johann Peter Krafft: Franciszek II Habsburg | Paweł Uszakow   | Wasilij Szenszyn    | Gierasim Szostakow         | Zachar Olsufiew      | Aleksiej Protasow  | Michał Włodek      | Gustav von Essen       | Rząd V   | >> Portret Aleksandra I |
| << Panel 2 | Rząd IV  | Wasilij Karatajew   | Jewgienij Markow     | Aleksandr Rudzewicz   | Jakob von Huene      | Alexander Patton   | Grigorij Engelhardt                 | Siergiej Uszakow   | Johann Peter Krafft: Franciszek II Habsburg | Andrej Gudowicz | Hermann Gamper      | Nikołaj Olsufiew           | Robert Renny         | Karl von Knorring  | Dmitrij Pysznickij | Wasilij Iłowajskij     | Rząd IV  | >> Portret Aleksandra I |
| << Panel 2 | Rząd III | Paweł Turczaninow   | Anton Wielikopolskij | Siergiej Żełtuchin    | Aleksandr Cwileniew  | Wasilij Jeszyn     | Piotr Korniłow                      | Alexander Grösser  | Johann Peter Krafft: Franciszek II Habsburg | Piotr Cziczerin | Jewigienij Olenin   | Iwan Wieliaminow           | Piotr Iwielicz       | Aleksiej Wojejkow  | Aleksandr Tałyzin  | Ilia Aleksiejew        | Rząd III | >> Portret Aleksandra I |
| << Panel 2 | Rząd II  | Paul von der Pahlen | Gawrił Weselickij    | Iwan Suchozanet       | Grigorij Lisaniewicz | Aleksandr Rylejew  | Leopold von Sachsen-Coburg-Saalfeld | Iwan Leontiew      | Johann Peter Krafft: Franciszek II Habsburg | Karl Oppermann  | Carl von Budberg    | Tuyll van Serooskerken     | Friedrich von Löwis  | Aleksej Arakczejew | Alexandre Michaud  | Eugeniusz Wirtemberski | Rząd II  | >> Portret Aleksandra I |
| << Panel 2 | Rząd I   | Piotr Kapcewicz     | Nikołaj Tuczkow      | Aleksander Czernyszow | Piotr Tołstoj        | Aleksandr Bałaszow | Nikołaj Repnin-Wołkoński            | Siergiej Łanskoj   | Johann Peter Krafft: Franciszek II Habsburg | Levin Bennigsen | Fabian Osten-Sacken | Peter zu Sayn-Wittgenstein | Michaił Miłoradowicz | Piotr Wołkoński    | Matwiej Płatow     | Adam Ożarowski         | Rząd I   | >> Portret Aleksandra I |

### Środek (naprzeciw głównego wejścia)
| << Panel 3 | Franz Krüger: Aleksander I | >> Panel 4 |

### Prawa strona (od głównego wejścia)

#### Panel 4
| << Portret Aleksandra I | Rząd V   | Aleksandr Kutuzow   | Aleksiej Kołogriwow     | Aleksandr Fok       | Nikołaj Kretow    | Joseph Galatte      | Jegor Włastow           | Nikołaj Jemeielianow        | Franz Krüger: Fryderyk Wilhelm III | Maxence de Damas      | Longin Roth      | Anastasij Jurkowskij | Nikołaj Sypiagin   | Karl von Gersdorf | Wasilij Obolenskij          | Michaił Szkapskij     | Rząd V   | >> Panel 5 |
| << Portret Aleksandra I | Rząd IV  | Siemion Stawrakow   | Ignatij Rossij          | Iwan Panczulidzew   | Aleksiej Nikitin  | Michaił Arseniew    | Gotthard von Helffreich | Piotr Essen                 | Franz Krüger: Fryderyk Wilhelm III | Nikołaj Kudaszew      | Iwan Żewachow    | Apołłon Żemczużnikow | Aleksandr Pisariew | Friedrich Sanders | Paul Neidhardt              | Nikołaj Wasilczikow   | Rząd IV  | >> Panel 5 |
| << Portret Aleksandra I | Rząd III | Wasilij Kosteneckij | Paweł Filisow           | Nikołaj Szczerbatow | Christian Truzson | Nikołaj Diechtiorow | Aleksandr Baszyłow      | Nikołaj Chowanskij          | Franz Krüger: Fryderyk Wilhelm III | Maksim Kryżanowskij   | Aleksandr Urusow | Aleksandr Berdiajew  | Jewgienij Gołowin  | Aleksiej Gamen    | Ferdinand von Wintzingerode | Andrej Umaniec        | Rząd III | >> Panel 5 |
| << Portret Aleksandra I | Rząd II  | Ilia Duka           | Friedrich Dovre         | Piotr Kozen         | Dmitrij Rezwyj    | Stepan Andrejewskij | Friedrich von Korff     | Konstantin von Benckendorff | Franz Krüger: Fryderyk Wilhelm III | Karl Wilhelm von Toll | Wasilij Łaptiew  | Georg von Staal      | Michaił Miezencew  | Karl Sievers      | Aleksiej Iłowajskij         | Aleksandr Szczerbatow | Rząd II  | >> Panel 5 |
| << Portret Aleksandra I | Rząd I   | Dmitrij Wasilczikow | Aleksander Wirtemberski | Piotr Suchtelen     | Nikołaj Borozdin  | Dmitrij Golicyn     | Iwan Paskiewicz         | Georgij Emmanuel            | Franz Krüger: Fryderyk Wilhelm III | Wasilij Lewaszow      | Andrej Gorczakow | Danił Szuchanow      | Dmitrij Józefowicz | Aleksandr Wojnow  | Fabian von Steinheil        | Dmitrij Mordwinow     | Rząd I   | >> Panel 5 |

#### Panel 5
| << Panel 4 | Rząd IV  | Aleksandr Tuczkow   | Michaił Goleniszczew-Kutuzow | Jakow Kulniew   | Wejście | Siergiej Wołkonski          | Michaił Barclay de Tolly | Iwan Dorochow         | Rząd IV  | >> Panel 6 |
| << Panel 4 | Rząd III | Dmitrij Dochturow   | Michaił Goleniszczew-Kutuzow | Fiodor Uwarow   | Wejście | Walerian Madatow            | Michaił Barclay de Tolly | Dmitrij Kutejnikow    | Rząd III | >> Panel 6 |
| << Panel 4 | Rząd II  | Aleksandr Siesławin | Michaił Goleniszczew-Kutuzow | Denis Dawydow   | Wejście | Aleksandr Ostermann-Tołstoj | Michaił Barclay de Tolly | Dmitrij Niewierowskij | Rząd II  | >> Panel 6 |
| << Panel 4 | Rząd I   | Aleksiej Jermołow   | Michaił Goleniszczew-Kutuzow | Piotr Bagration | Wejście | Piotr Konownicyn            | Michaił Barclay de Tolly | Nikołaj Rajewski      | Rząd I   | >> Panel 6 |

#### Panel 6
| << Panel 5 | Rząd V   | Timofiej Grekow              | Piotr Denisow       | Adam Balla           | Afanasij Krasowskij   | Aleksiej Wsiewołożskij | Aleksandr Markow  | Michaił Macniew        | Gustav Scheele        | Andrej Bogdanowskij  | Nikołaj Iłowajskij        | Kiriłł Kazaczkowskij  | Iwan Chruszczow      | Iwan Heydenreich   | Iwan Palicyn           | Joseph d'Ollon    | Georg von Agthe     | Nikołaj Ławrow            | Rząd V   | >> Wejście |
| << Panel 5 | Rząd IV  | Fiodor Aleksopol             | Andriej Turczaninow | Alexander Peucker    | Nikołaj Cziczerin     | Johann von Rehren      | Michaił Treckin   | Josif Sokołowskij      | Stepan Diatkow        | Siergiej Riepninskij | Foma Nanij                | Otto Buchholz         | Michaił Wołkow       | Andreas von Saß    | Iwan Szewicz           | Iwan Agramakow    | Spiridon Żewachow   | Jegor Meller-Zakomielskij | Rząd IV  | >> Wejście |
| << Panel 5 | Rząd III | Ludwig von Wallmoden-Gimborn | Dmitrij Lalin       | Piotr Lichaczow      | Adam von Bistram      | Wasilij Garpe          | Aleksandr Bibikow | Andriej Masłow         | Friedrich von Rüdiger | Johann von Poll      | Grigorij Iłowajskij       | Osip Iłowajskij       | Piotr Kikin          | Ilia Czernozubow   | Nikołaj Sulima         | Iwan Iwanow       | Michaił Naumow      | Gustav Staden             | Rząd III | >> Wejście |
| << Panel 5 | Rząd II  | Iwan Inzow                   | Fiodor Sazonow      | Siemion Panczulidzew | Iwan de Witt          | Bernhard Berg          | Theodor Kniper    | Alexis von Bartholomäi | Piotr Schröder        | Piotr Bałabin        | Jermołaj Kern             | Anton Czalikow        | Pantalejmon Benardos | Aleksandr Albrecht | Konstantin Połtorackij | Łuka Denisiew     | Fiodor Tałyzin      | Fiodor Mosołow            | Rząd II  | >> Wejście |
| << Panel 5 | Rząd I   | Dmitrij Szepielew            | Iwan Sabaniejew     | Michaił Woroncow     | Alexandre de Langeron | Władimir Kabłukow      | Fiodor Posnikow   | Aleksandr Szulgin      | Aleksiej Szczerbatow  | Dmitrij Lewin        | Józef Korneliusz O'Rourke | Nikołaj Depreradowicz | Piotr Żełtuchin      | Dawid Dielianow    | Antoine-Henri Jomini   | Johann von Lieven | Aleksiej Bachmetiew | Filippo Paulucci          | Rząd I   | >> Wejście |

## Zdjęcia

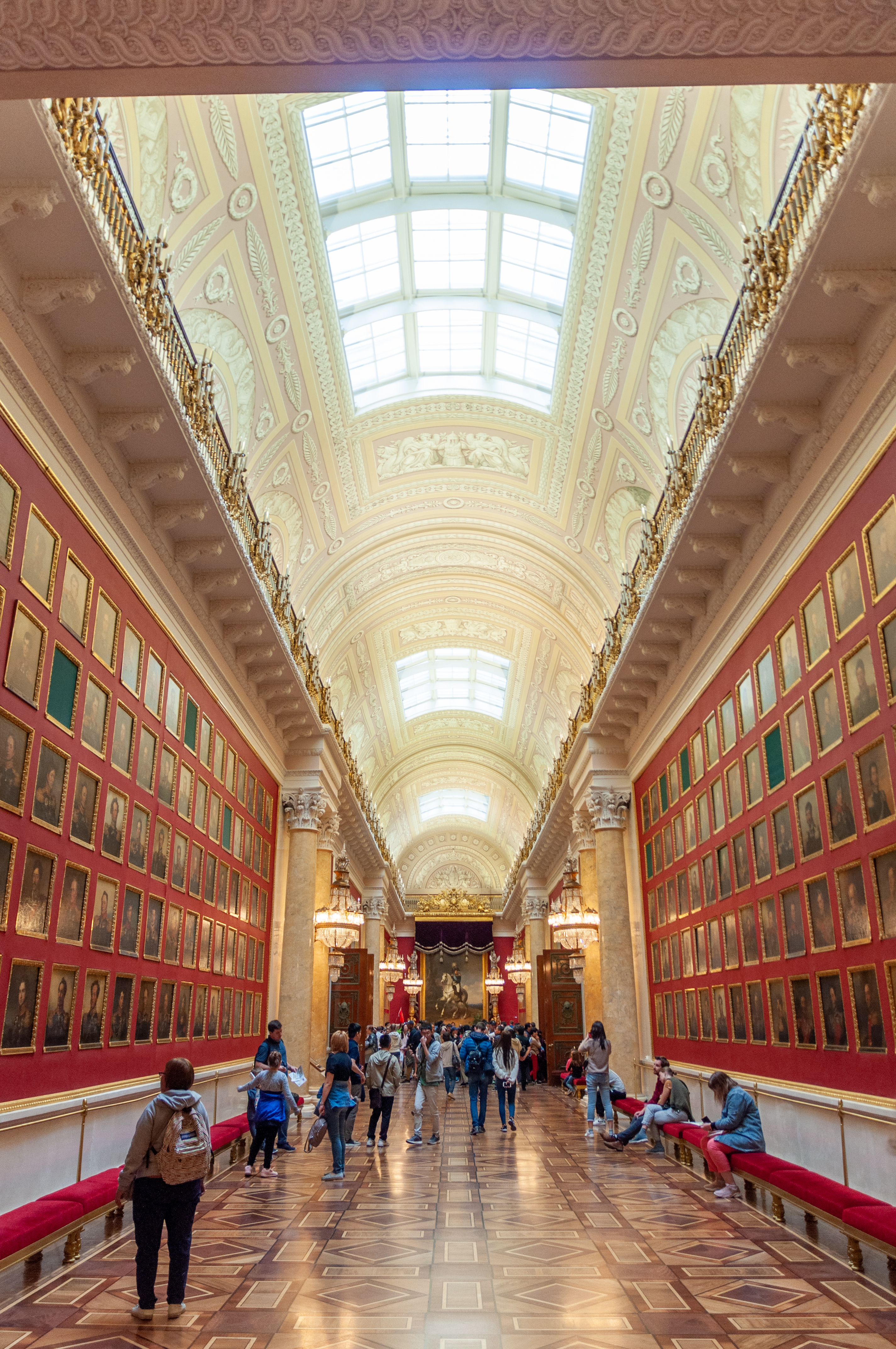
Widok od strony wejścia.
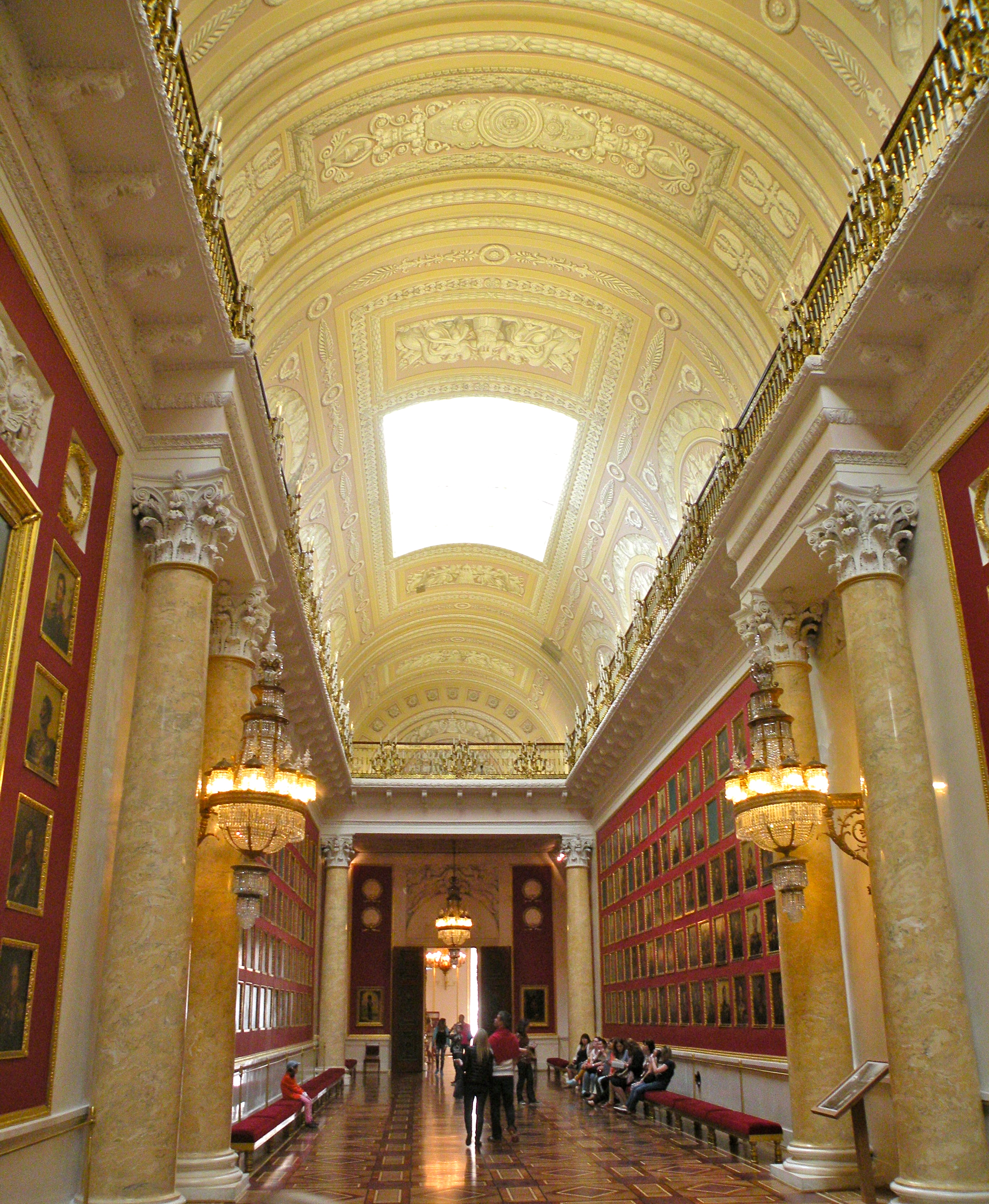
Widok na ścianę wejściową.
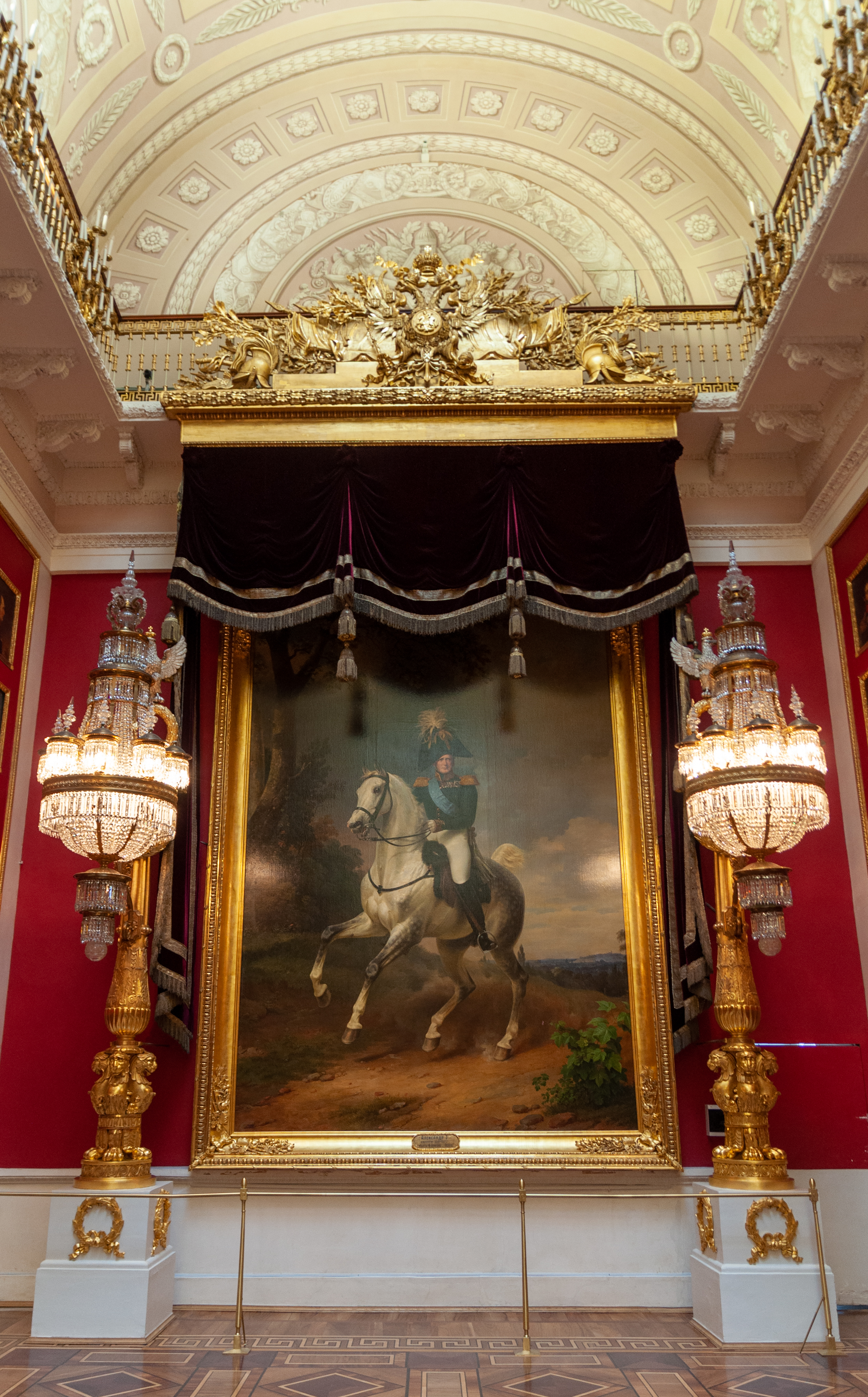
Portret Aleksandra I.
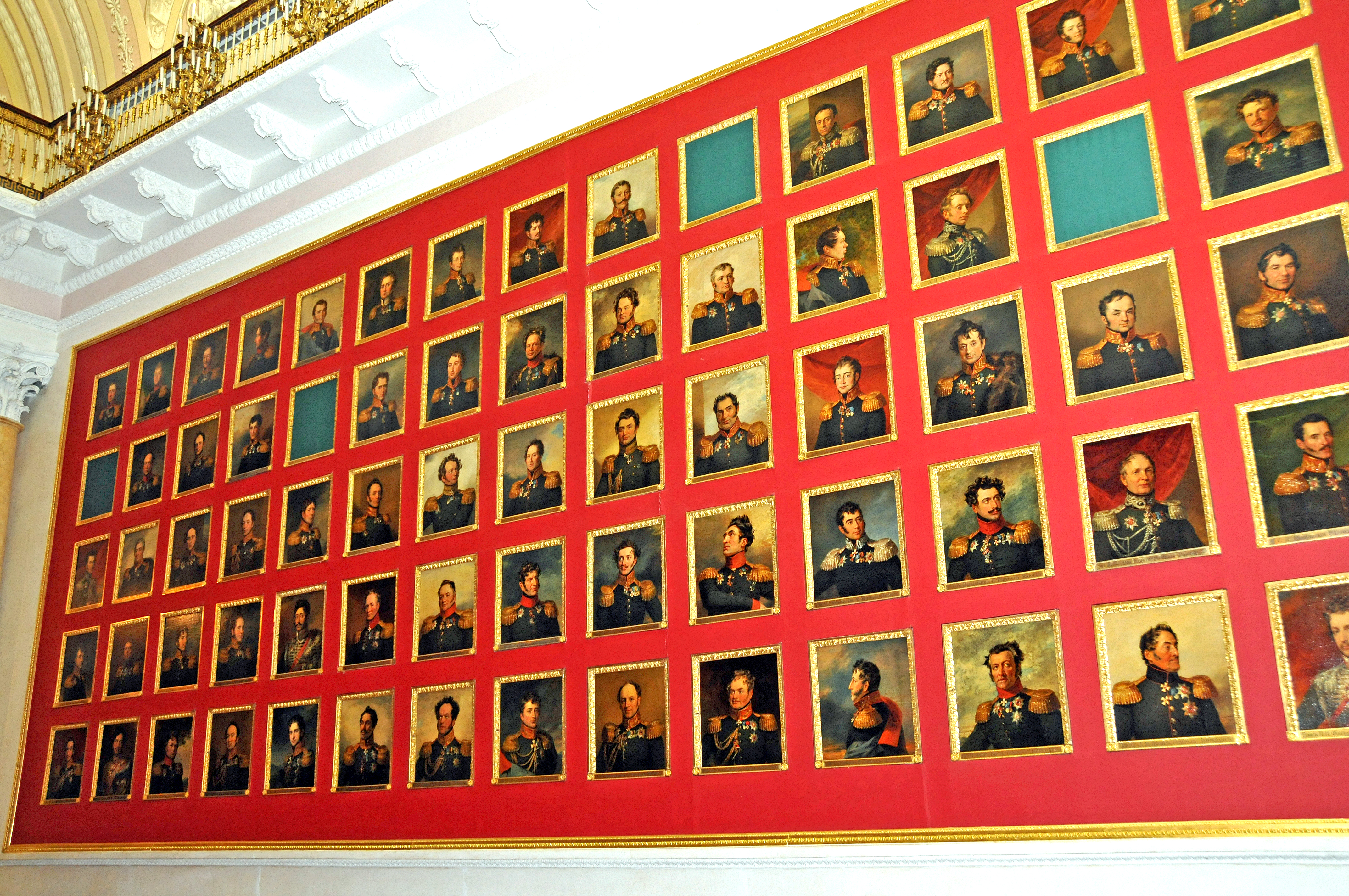
Fragment ściany z portretami.
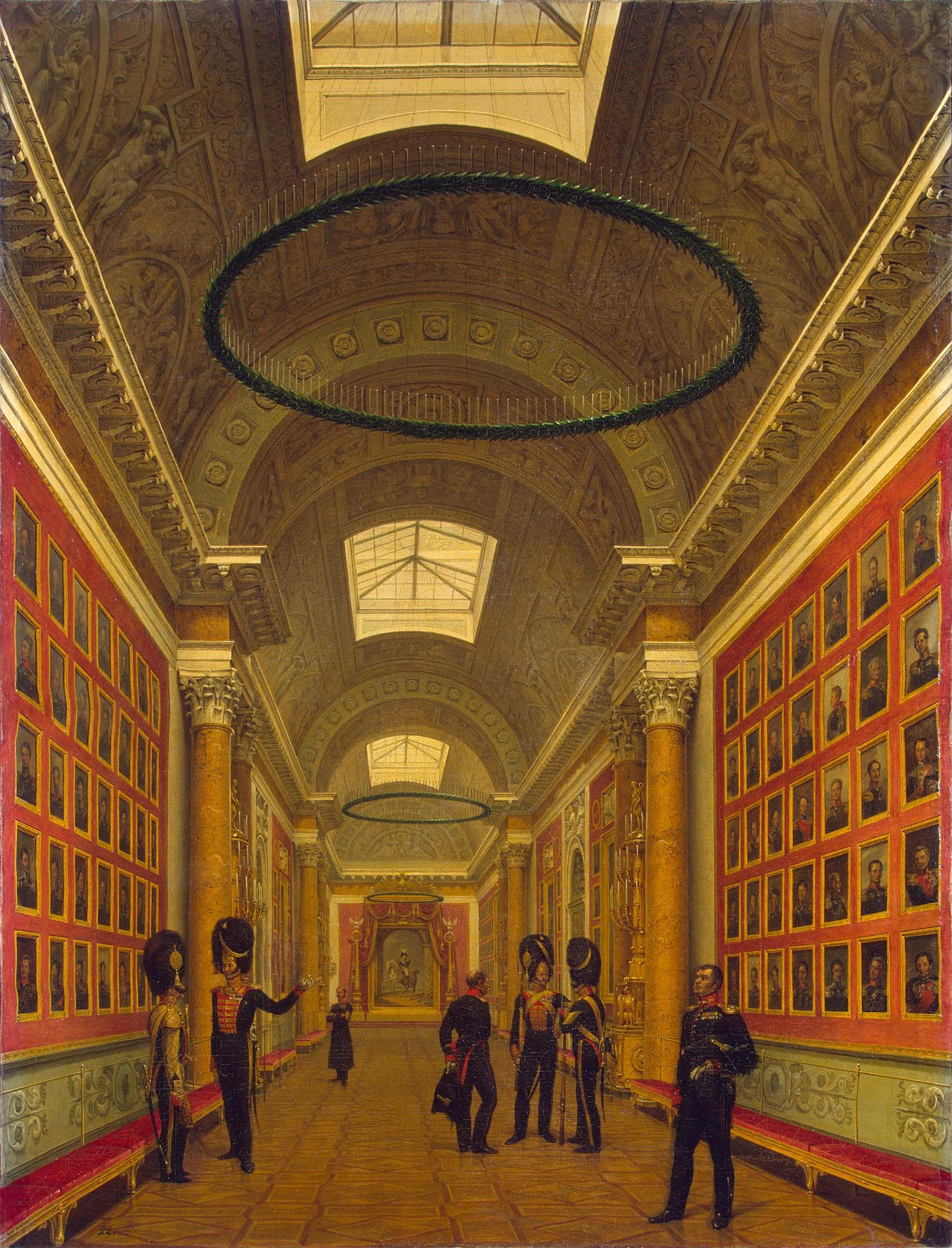
Widok galerii na obrazie Grigorija Czernieceowa z 1827 roku.
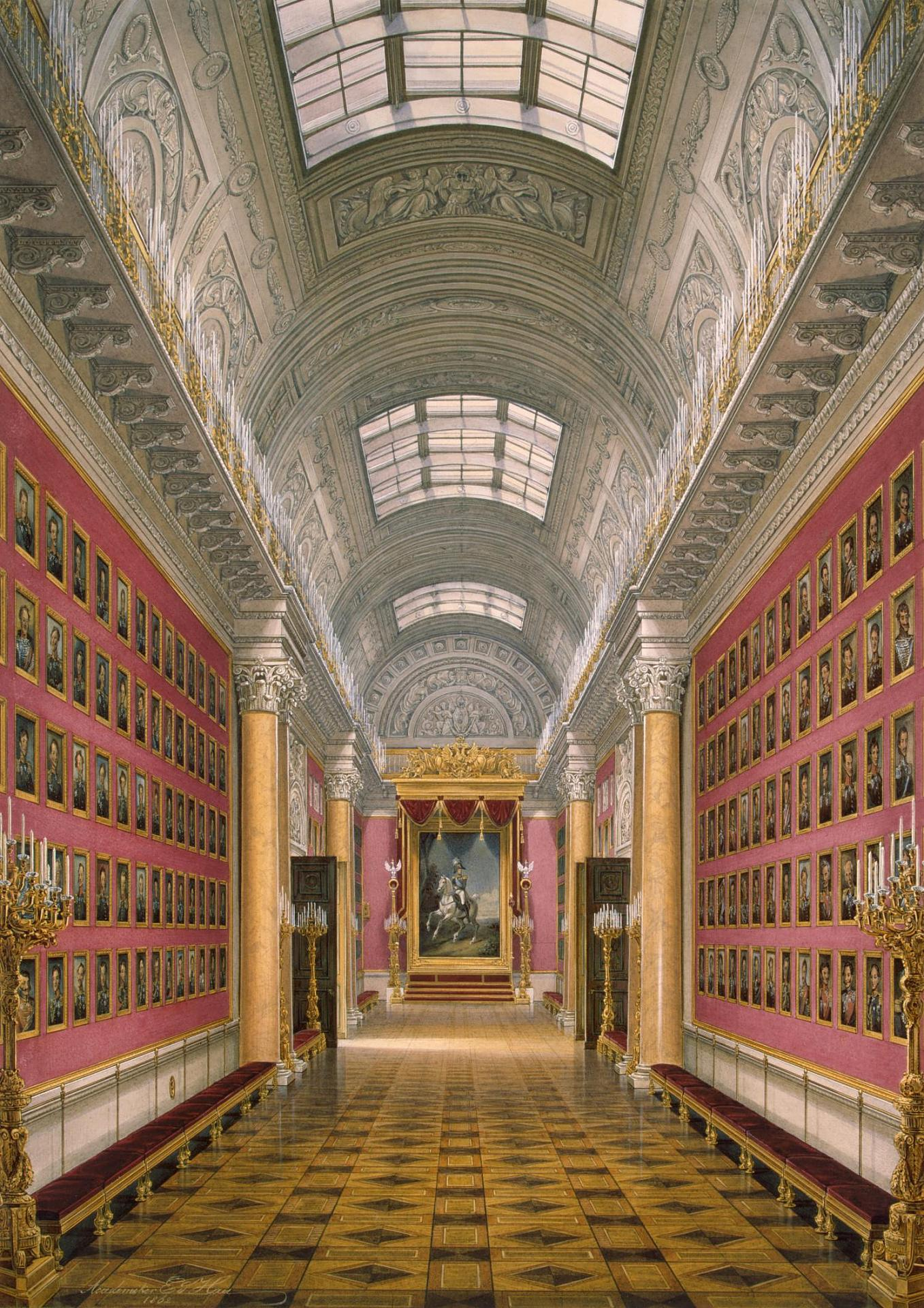
Widok galerii na obrazie Eduarda Hau z 1862 roku.
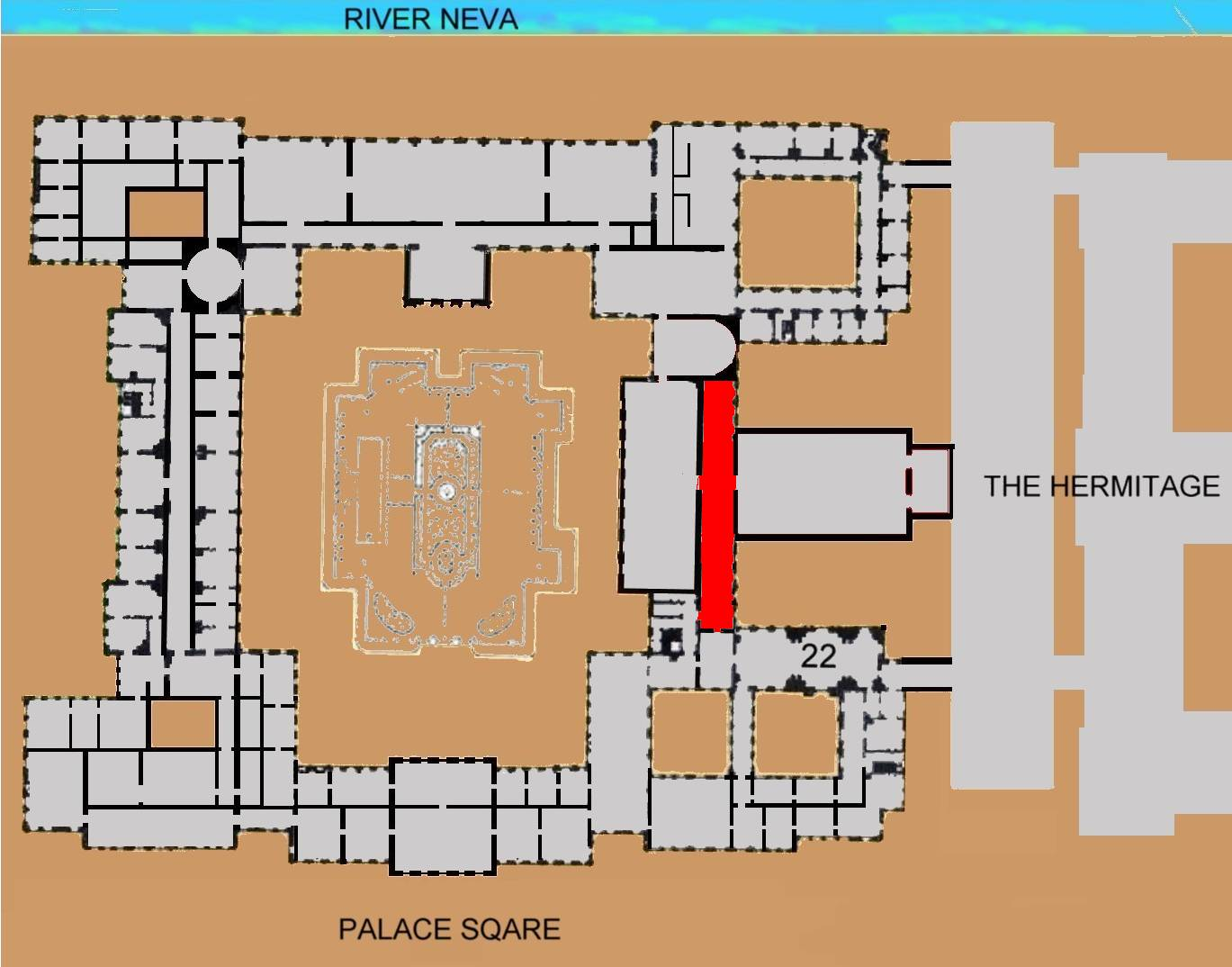
Położenie galerii na planie Pałacu Zimowego.